# Телфорд, Томас
Томас Телфорд (англ. Thomas Telford, 9 августа 1757 — 2 сентября 1834) — британский шотландский инженер-строитель, архитектор, мастер каменных работ и поэт, известный в первую очередь своими проектами мостов, дорог, каналов и акведуков.

## Биография
Родился в семье пастуха в Вестеркирке, Эксдейл, Дамфрисшир, и с раннего детства был вынужден заниматься выпасом стад, посещая местную окружную школу лишь изредка, но благодаря усердию и природным способностям быстро навёрстывая упущенный материал. В возрасте 15 лет был отдан в обучение к каменных дел мастеру в Лэнгхолм, где начал изучать латинский, французский и немецкий языки и интересоваться литературой. В 1780 году переехал в Эдинбург, где начал работать на возведении зданий в «новой» части города, а свободное время посвящал изучению архитектурного искусства.
Переехав в Лондон два года спустя, он был назначен архитектором на возведении Сомерсет-хауса. В 1784 году, управляя возведением дома для комиссара Портсмутской верфи, он затем восстановил замок сэра У. Палтни, члена палаты общин от Шрусбери, который в благодарность сделал его инспектором общественных работ графства Шропшир. В 1793 году он был назначен инженером-проектировщиком на строительстве канала в Эллесмере.

После получения известности в качестве архитектора дороги и канала в Шропшире он создал многочисленные проекты инфраструктуры в своей родной Шотландии, а также гавани и тоннели. 
 Одной из главных работ Телфорда стало строительство кратчайшего пути между Лондоном и Дублином, ставшего необходимым в свете недавнего Акта об унии. Помимо строительства новых дорог и расширения старых, проект потребовал строительства моста через Менай до порта Холихед, где располагался порт с кратчайшей паромной переправой в Ирландию. Решением стал его Висячий мост через Менай — самый протяжённый висячий мост на тот момент.
Ввиду своей высокой репутации архитектора шоссейных дорог и мостов он получил прозвище «Гигант дорог». Поскольку он имел опыт руководства строительством всех видов объектов гражданского строительства, существовавших в начале XIX века, то был избран первым президентом Учреждения Инженеров-строителей, сохранив эту должность в течение 14 лет до момента смерти.
Похоронен в Вестминстерском аббатстве.